# Paul Arriola
Paul Joseph Arriola Hendricks (Chula Vista, 5 de fevereiro de 1995) é um futebolista estadunidense que atua como meio-campo. Atualmente joga no Seattle Sounders.

## Títulos
Seleção Estadunidense
- Copa Ouro da CONCACAF: 2017, 2021